# Cyro Delgado
Pour les articles homonymes, voir Delgado.
Cyro Marques Delgado, né le 11 mai 1961, est un nageur brésilien, spécialiste des courses de nage libre.

## Carrière
Aux Jeux olympiques de 1980 à Moscou, Cyro Marques est médaillé de bronze du relais 4×200 mètres nage libre.